# 트로피칼리아
트로피칼리아(Tropicália)는 1960년대 후반에 생겨난 브라질의 예술 운동이다. 음악이 그것의 주요한 표현이었지만, 그것이 영화, 연극, 시와 같은 다른 예술 형태들을 감싸고 있기 때문에, 그 운동은 단지 그렇게 표현되지 않았다. 트로피칼리아는 브라질 전통과 외국의 전통과 양식을 혼합한 브라질 장르를 혼합한 것이 특징이다.
트로피칼리아라는 용어는 브라질이 "열대 천국"이라는 이미지를 가지고 놀았다는 점에서 여러 가지 의미가 있다. 트로피칼리아는 "사회사에 대한 성찰의 장"으로 제시되었다. 오늘날 트로피칼리아는 주로 브라질과 아프리카 리듬을 영국과 미국의 사이키델리아, 팝 록과 융합시킨 운동의 음악파와 관련이 있다.

## 같이 보기
- 루소트로피칼리즘